# Rock Creek Park
Het Rock Creek Park is een natuurgebied en een openbaar park langs de oevers van de Rock Creek in het noordwesten van de Amerikaanse hoofdstad Washington D.C. Het grootste deel van het gebied ligt ten noorden van de National Zoo.
Rock Creek Historic District werd bijgeschreven op de lijst van National Register of Historic Places op 23 oktober 1991.

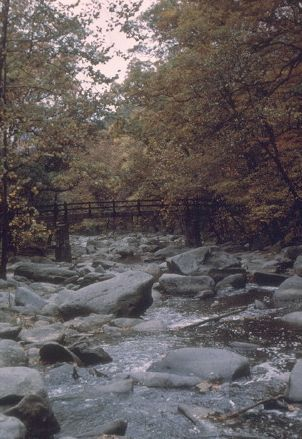
De Rock Creek in Rock Creek Park